# Prvča
Prvča is een plaats in de gemeente Nova Gradiška in de Kroatische provincie Brod-Posavina. De plaats telt 794 inwoners (2001).